# Rolf Ziegler
Rolf Ziegler (República Federal Alemana, 17 de enero de 1951) es un exatleta alemán especializado en la prueba de 4x400 m, en la que consiguió ser subcampeón europeo en 1974.

## Carrera deportiva
En el Campeonato Europeo de Atletismo de 1974 ganó la medalla de plata en los relevos 4x400 metros, con un tiempo de 3:03.52 segundos, llegando a meta tras Reino Unido y por delante de Finlandia, siendo sus compañeros de equipo: Hermann Köhler, Horst-Rüdiger Schlöske y Karl Honz.